# 18-та авіаційна дивізія (Третій Рейх)
18-та авіаційна дивізія (Третій Рейх) (нім. 18. Flieger-Division) — авіаційна дивізія повітряних сил нацистської Німеччини за часів Другої світової війни.
18-та авіаційна дивізія була сформована 4 квітня 1945 року в австрійському Вельсі шляхом переформування 1-го повітряного корпусу.

## Командування

### Командири
- генерал авіації Пауль Дайхманн (нім. Paul Deichmann) (4 — 26 квітня 1945);
- генерал-майор Пауль Вайткус (нім. Paul Weitkus) (26 квітня — 8 травня 1945).

## Підпорядкованість
| Час                       | Командування флот           |
| ------------------------- | --------------------------- |
| 4 — 21 квітня 1945        | 4-й повітряний флот         |
| 21 квітня — 8 травня 1945 | 4-те командування Люфтваффе |

## Основні райони базування штабу 18-ї авіаційної дивізії
| Час                      | Місто |
| ------------------------ | ----- |
| 4 квітня — 8 травня 1945 | Вельс |

## Бойовий склад 18-ї авіаційної дивізії
- 14-та авіаційна група ближньої розвідки (Nahaufklärungsgruppe 14)
- 2./16-ї авіаційної групи ближньої розвідки (2./Nahaufklärungsgruppe 16)
- штаб, I./SG 10 і II./SG 10 10-ї штурмової ескадри (штаб, I./SG 10, II./SG 10)
- підрозділи 9-ї штурмової ескадри (Stab IV. (Pz), 10.(Pz), 13.(Pz) та 14.(Pz))
- II./52-ї винищувальної ескадри (II./JG 52);
- штаб 76-ї винищувальної ескадри (штаб JG 76);
- II./51-ї винищувальної ескадри (II./JG 51);
- I./53-ї винищувальної ескадри (I./JG 53);
- 5-та авіаційна нічна бойова група (Nachtschlachtgruppe 5)
- підрозділи 1-ї авіаційної дивізії Угорщини (Königlich ungarische 1. Flieger-Division)
- бойова та винищувальна групи Угорщини (Ungarische Schlachtgruppe /Jagdgruppe)